# Список умерших в 1360 году

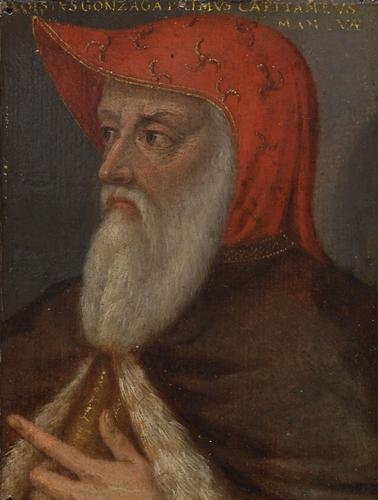
Луиджи Гонзага

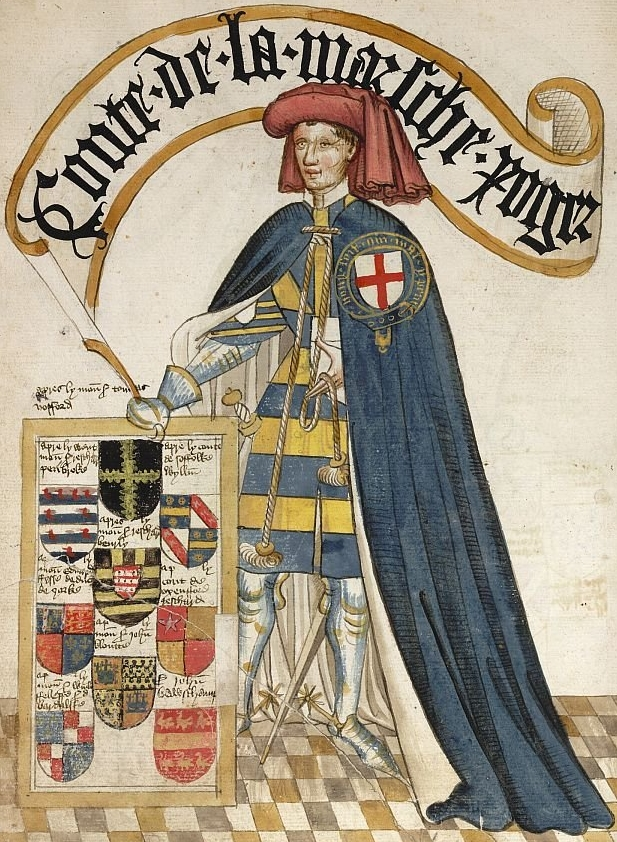
Роджер Мортимер, 2-й граф Марч

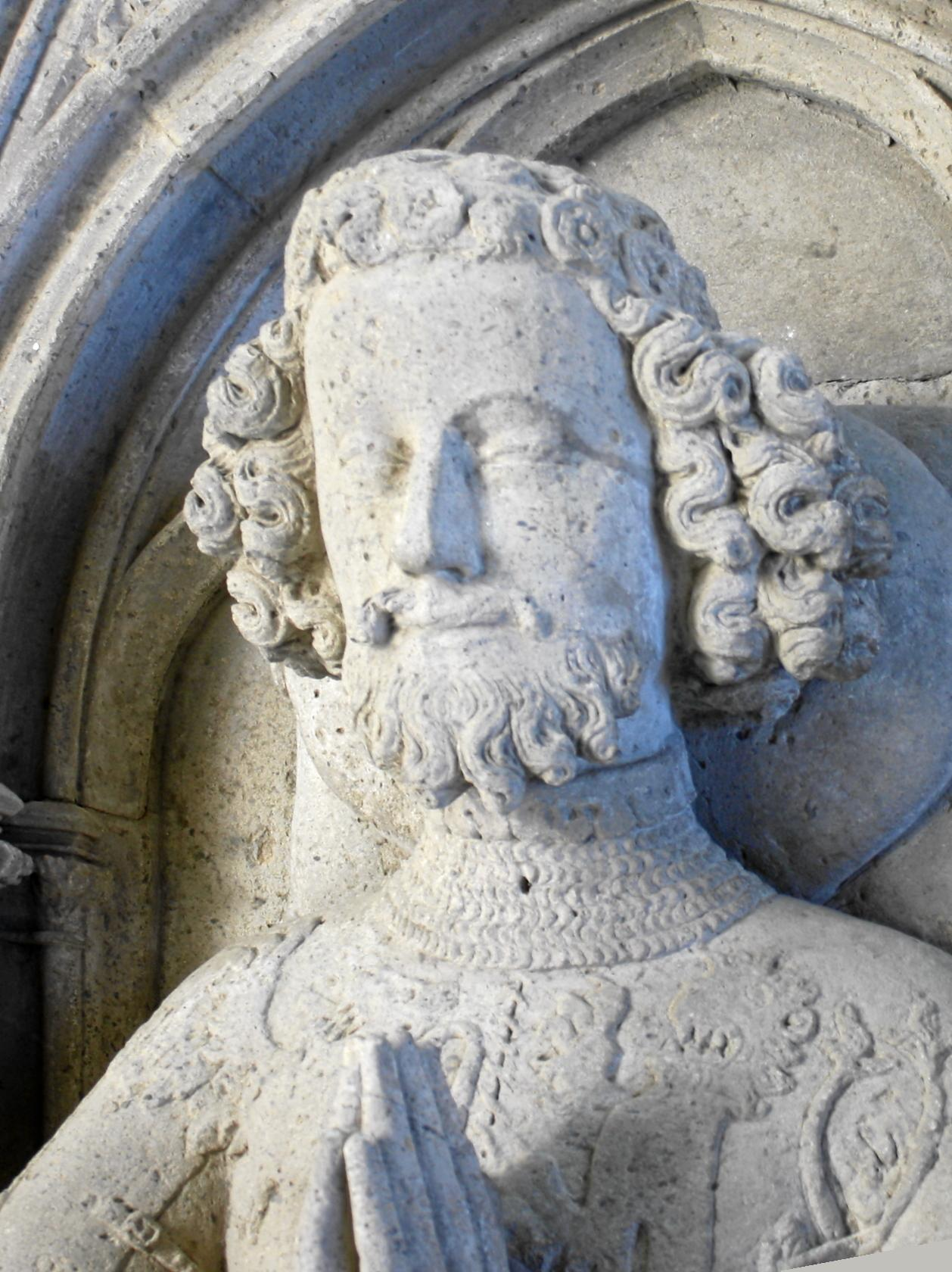
Герхард I

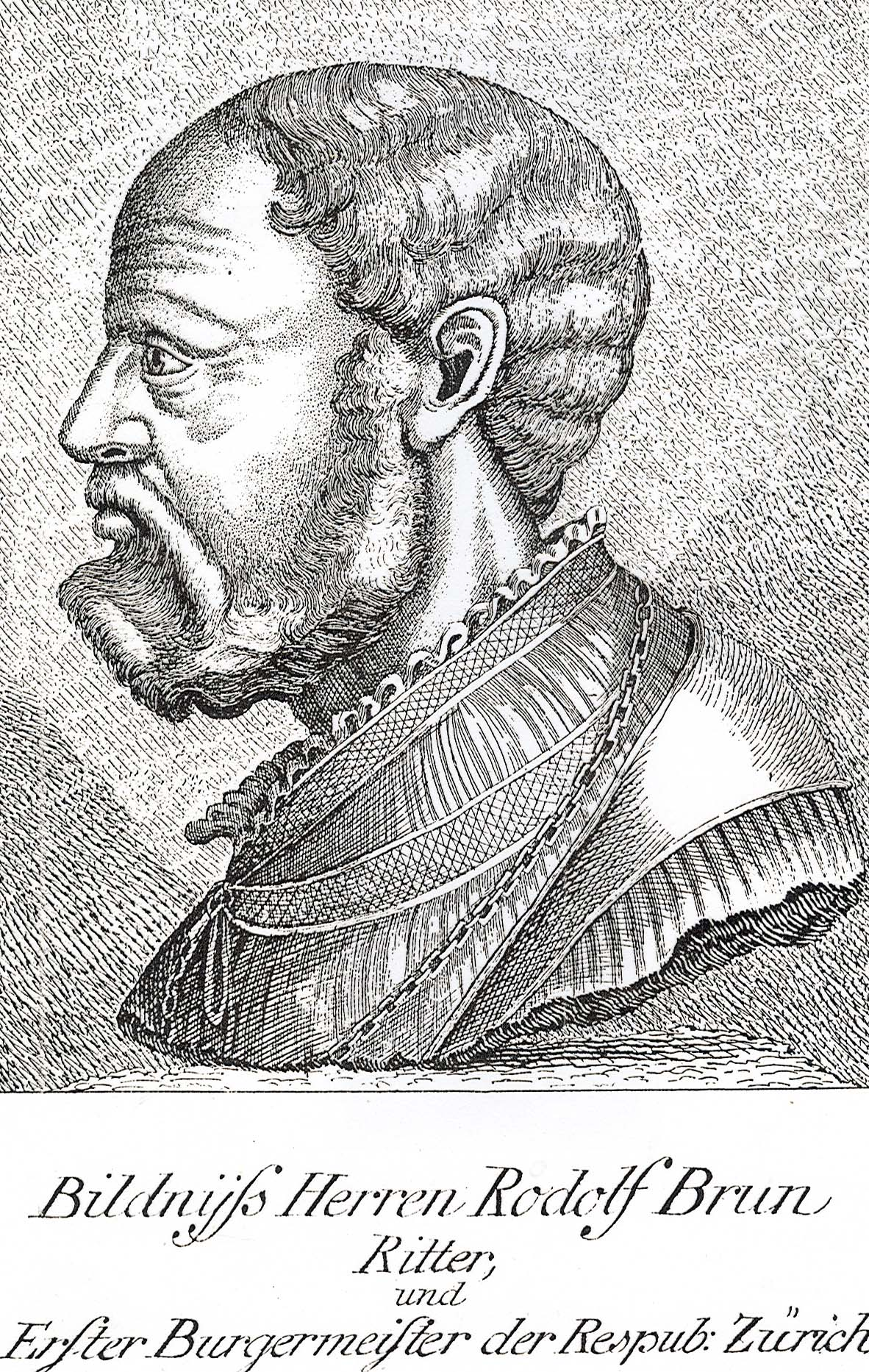
Рудольф Брун

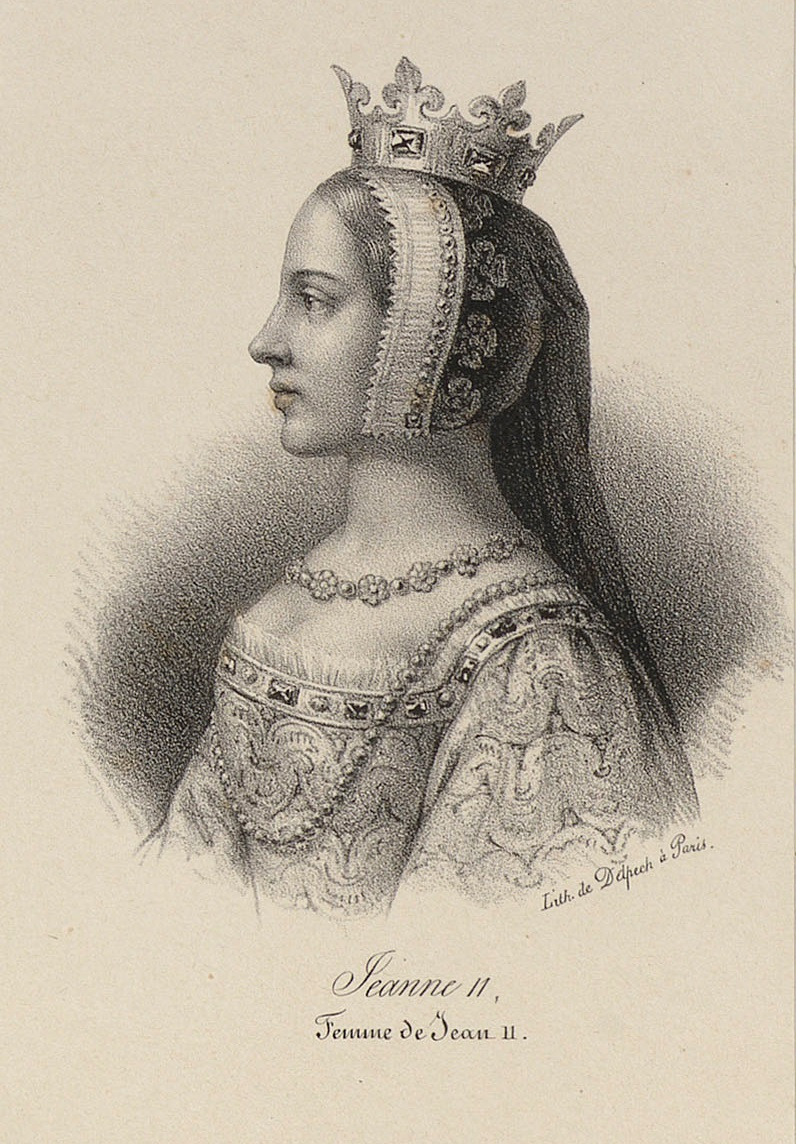
Жанна I

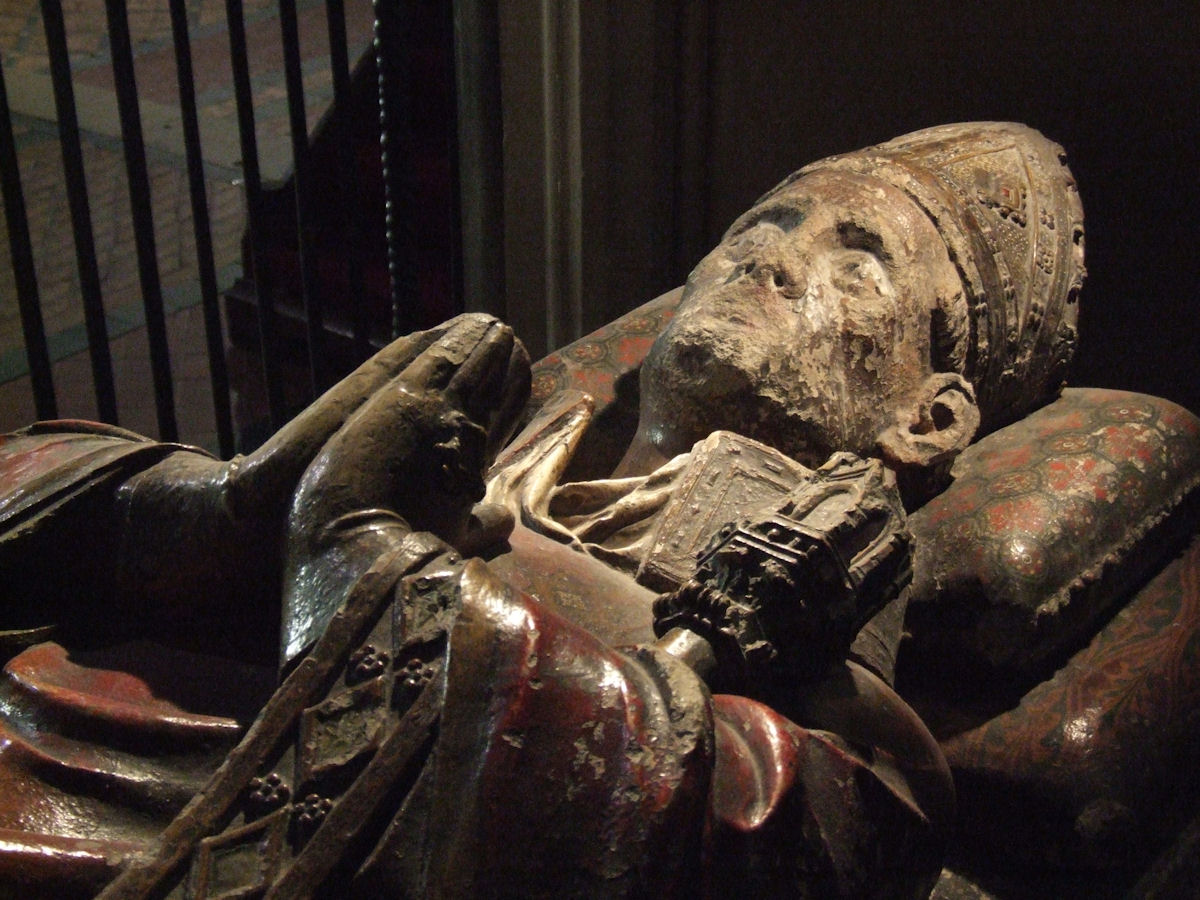
Джон Шеппи

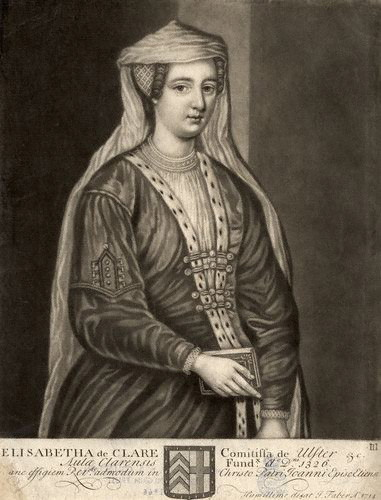
Элизабет де Клер

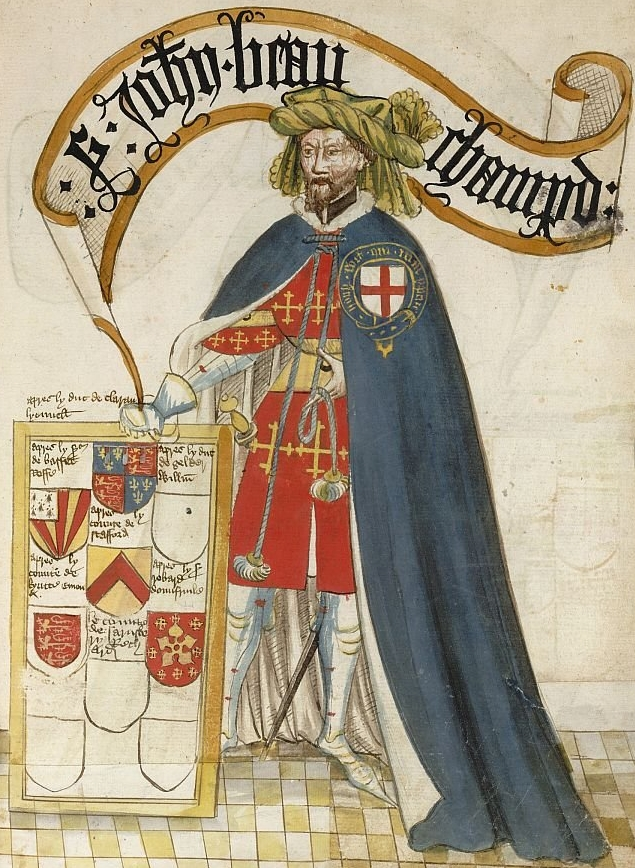
Джон Бошамп, 1-й барон Бошамп из Уорика

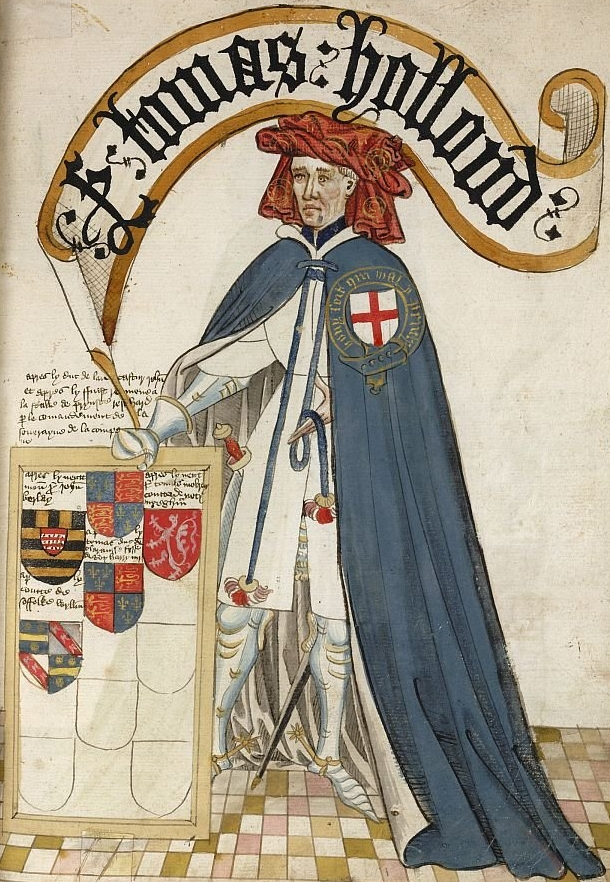
Томас Холланд, 1-й граф Кент

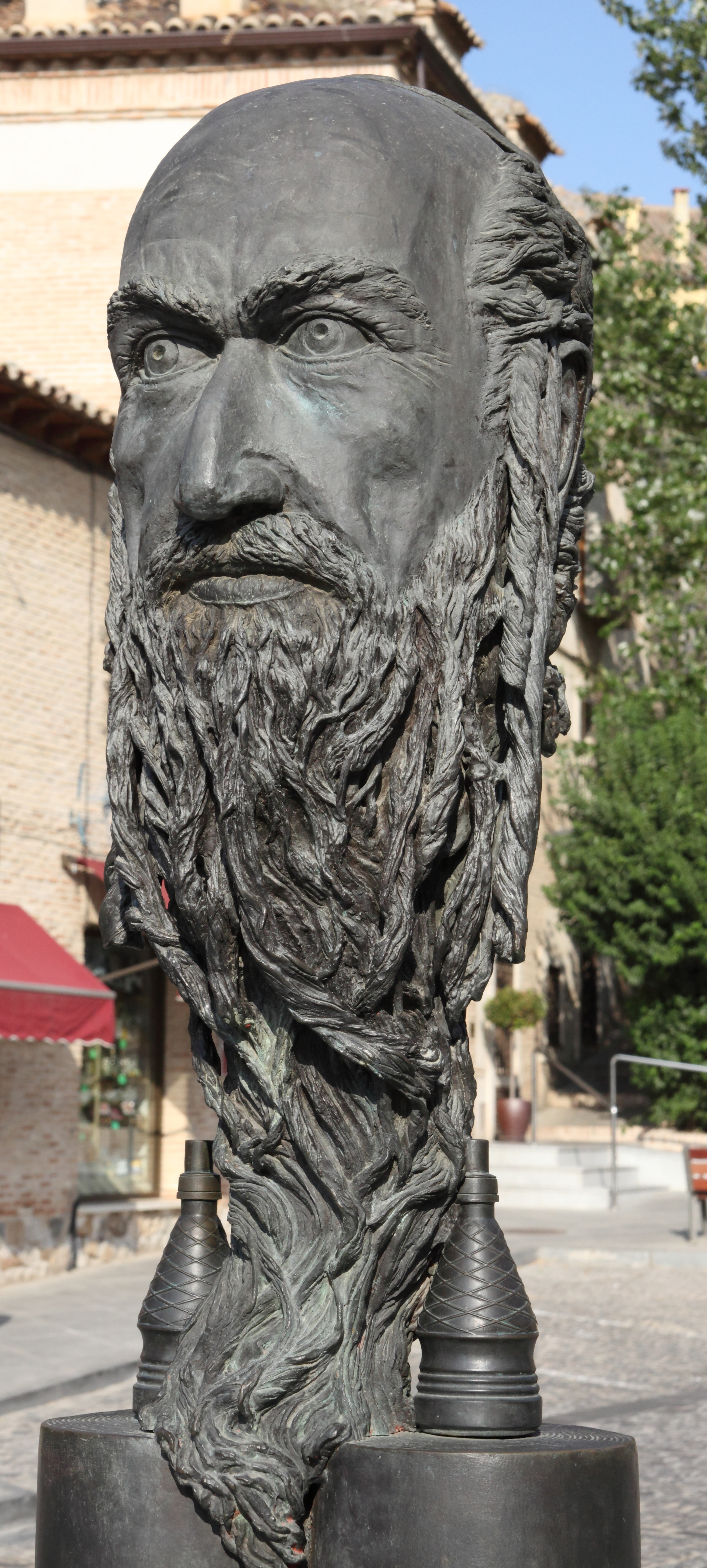
Самуил Абулафия

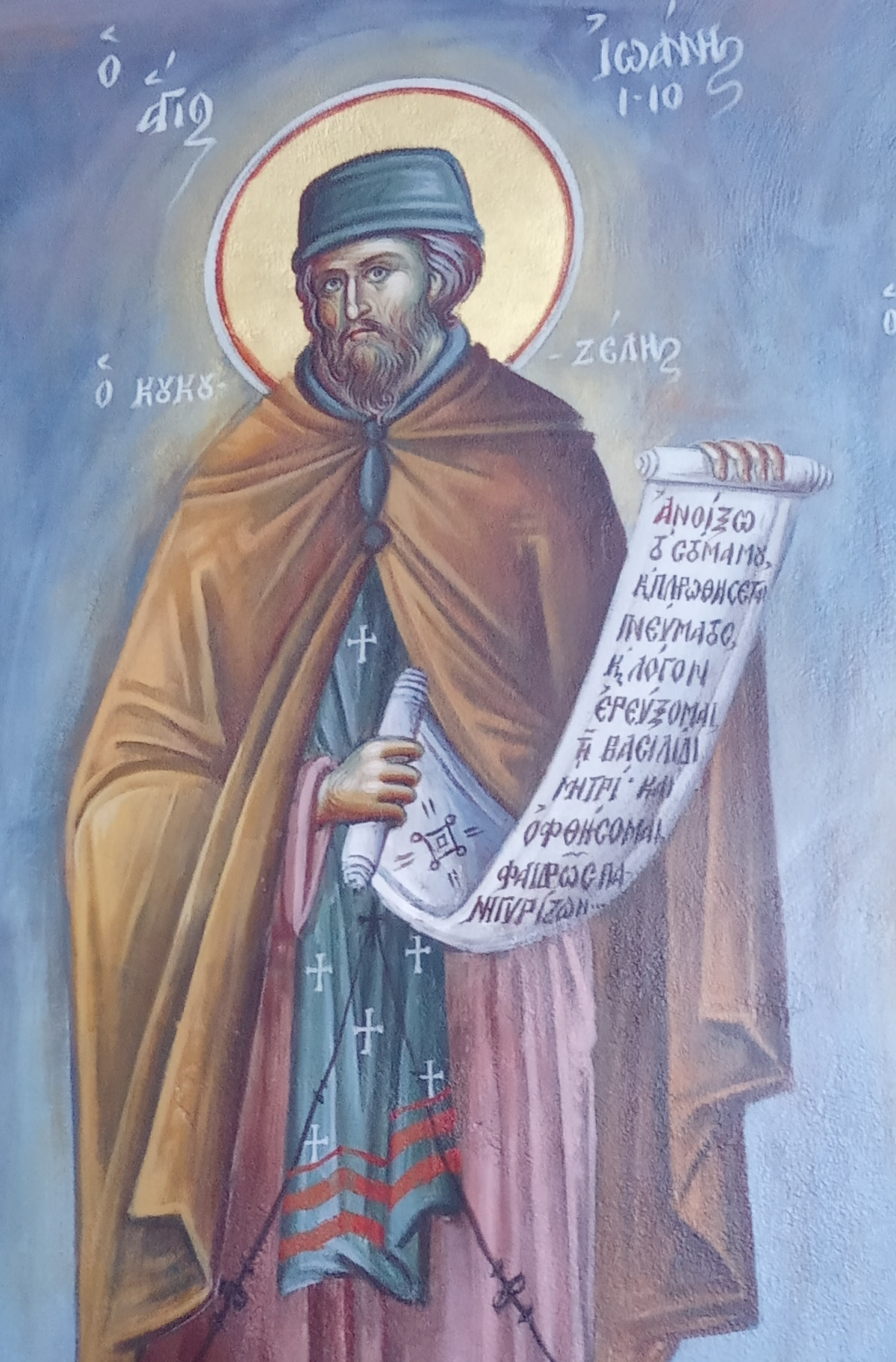
Иоанн Кукузель

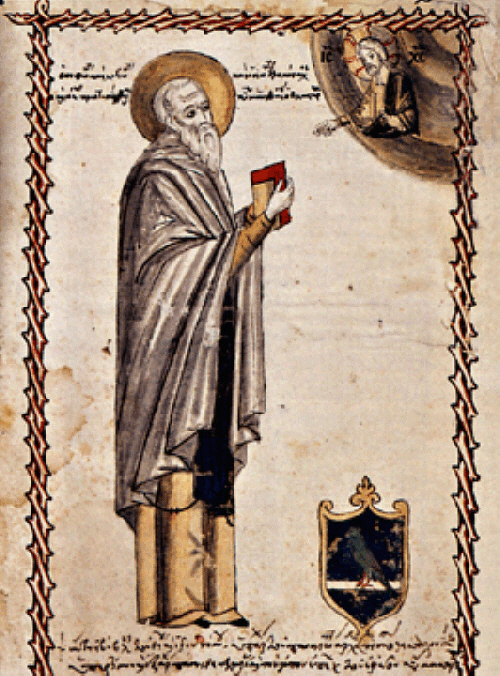
Матфей Властарь

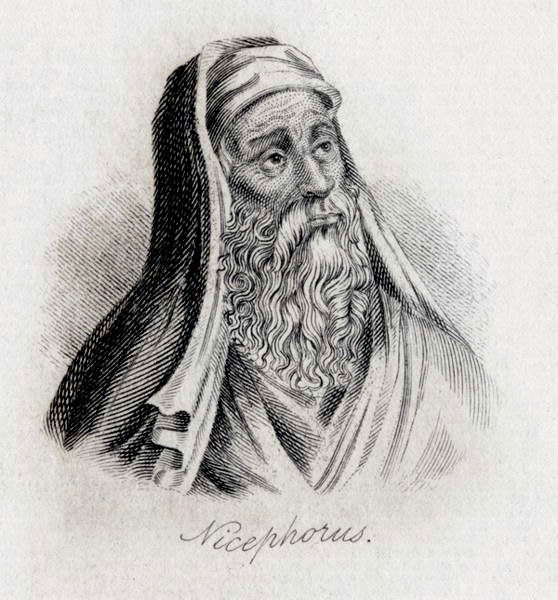
Никифор Григора

В этой статье представлен список известных людей, умерших в 1360 году.
См. также: Категория:Умершие в 1360 году

## Январь
- 18 января — Луиджи Гонзага (92) — народный капитан Мантуи (1328—1360) и имперский викарий Священной Римской империи (с 1329).
- 23 января — Джон де Вер (47) — 7-й Граф Оксфорд (1331—1360), английский капитан и участник Столетней войны, погиб во время осады англичанами Реймса.
- 29 января — Виллана Ботти, итальянская монахиня, прославленная в лике блаженных.
- Кульпа — хан Золотой Орды; свергнут и убит.

## Февраль
- 6 февраля — Мухаммад аль-Шафра[исп.] — андалузский врач-хирург
- 9 февраля — Мацей Борковиц — польский дворянин, государственный и военный деятель, воевода познанский (с 1343), староста познанский (1348—1352), руководитель Конфедерации Мацея Борковица (1352—1358). Умер в тюрьме.
- 26 февраля — Роджер Мортимер (31) — 4-й Барон Мортимер из Вигмора (1348—1360), 2-й Граф Марч (1354—1360), 3-й барон Женевиль (1356—1360), один из рыцарей-основателей Ордена Подвязки, английский военачальник во время Столетней войны.

## Март
- 23 марта — Роберт Морли, английский аристократ, 2-й барон Морли (1300—1360); адмирал Севера, участник войн во Франции и Шотландии.

## Апрель
- 28 апреля — Ги де Бошам II[англ.] — английский дворянин, старший сын Томаса де Бошана, 11-го графа Уорик, наследник титула графа Уорика, военачальник в армии Эдуарда III во Франции; смертельно ранен во время дикого града во время осады Шартра 13 апреля.

## Май
- 5 мая
  - Уильям Кьюзанс[англ.] — лорд-казначей Англии (1341—1344)
  - Ян IV Ван Аркель[нидерл.] — сеньор Аркеля (1326—1360)
- 18 мая — Герхард I — граф Берга и граф Равенсберга (1348—1360)

## Июнь
- 9 июня:
  - Гильом Лами[фр.] — епископ Апта (1341—1342), епископ Шартра (1342—1349), епископ Фрежюса (1349—1360), латинский патриарх Иерусалима (1349—1350);
  - Джерард Лайл — первый барон Лайл (1357—1360).
- 19 июня — Лопе де Луна — первый Граф де Луна (1348—1360)
- 24 июня — Исмаил II ибн Юсуф (21) — эмир Гранады (1359—1360); убит в междоусобной войне.

## Июль
- 25 июля — Николас Несмели[англ.] — архиепископ Калочи (1344–1345), епископ Печа (1346–1360)

## Август
- 17 августа — Конрад фон Хайнбург[нем.] — картезианский монах и писатель.

## Сентябрь
- 3 сентября — Пьер де Вийен[фр.] — епископ Осера (1344—1347), епископ Байё (1351—1360)
- 16 сентября — Уильям де Богун — 1-й граф Нортгемптон (1337—1360), Лорд Верховный констебль Англии (1338—1360), губернатор Бретани, выдающийся полководец и крупный политический деятель.
- 17 сентября — Рудольф Брун — видный политический и государственный деятель Швейцарии, первый независимый и пожизненный бургомистр (мэр) города Цюриха (1336—1360), автор конституции Цюриха (1336—1798).
- 29 сентября — Жанна I (34) — графиня Оверни и Булони (1332—1360), жена наследника бургундского престола Филиппа Бургундского (1338—1346), регент Бургундии (с 1350) при своём сыне Филиппе I Руврском; королева-консорт Франции (1350—1360), жена Иоанна II.

## Октябрь
- 19 октября — Джон Шеппи[англ.] — епископ Рочестера (1352—1360), лорд-казначей (1356—1360)
- 26 октября — Жанна I[фр.] — графиня Тоннера (1335—1360)

## Ноябрь
- 4 ноября — Элизабет де Клер (65) — наследница Клера (1317), Чепстоу и Карлеона (1320), покровительница колледжа Клер в Кембриджском университете.
- 20 ноября — Джон Триллек[англ.] — епископ Херефорда (1344—1360)

## Декабрь
- 2 декабря — Джон де Бошан — 1-й барон Бошан (1316–1360), адмирал английского флота, один из рыцарей-основателей ордена Подвязки.
- 16 декабря — Ричард Фитцральф[англ.] — архиепископ Армы (1346—1360), канцлер Оксфордского университета (1360)
- 28 декабря — Томас Холланд — первый барон Холланд (1353—1360), первый граф Кент (1360), английский военачальник, один из рыцарей-основателей ордена Подвязки.

## Дата неизвестна или требует уточнения
- Самуил Галеви Абулафия — еврейский финансовый деятель Испании, судья, дипломат и казначей при короле Педро I Кастильском, главный казначей (с 1350). Умер в тюрьме под пытками.
- Бенедикт[англ.] … герцог Халландский и Финляндский (1353—1357), фаворит короля Швеции Магнуса Эрикссона
- Бертрам Фюмель[фр.] — епископ Вабреса (1353—1355), епископ Невера (1355—1357)
- Вильгельм I[англ.] — герцог Брауншвейг-Люнебурга, князь Грубенхагена (1322—1360).
- Гийом де Лабом, сеньор д'Абержеман — французский и савойский государственный деятель; смертельно ранен при осаде Кариньяно.
- Гульельмо Паллавичино[итал.] — итальянский военный и государственный деятель
- Войхна — сербский магнат, один из известных военачальников короля Сербии Стефана Уроша Душана. Правитель области Драма (1345—1360).
- Георгий Лапиф, византийский учёный, писатель.
- Ги IV[англ.] — граф де Сен-Поль (1344—1360), французский полководец, умер от чумы заложником в Лондоне.
- Давид IX — Царь Грузии (1346—1360)
- Джеффри Ле-Бейкер — английский хронист, один из летописцев начального периода Столетней войны. Дата смерти предположительна.
- Джованни да Валенте — 3-й дож Генуэзской республики (1350—1353).
- Джон Черлтон — 2-й барон Черлетон (1353–1360), лорд-камергер (1359—1360).
- Евстафий, князь изборский (1320—1360) и псковский (1349—1360).
- Изабелла де Бриенн — титулярная герцогиня Афин и королева Иерусалима (1356—1360); графиня Бриенн и графиня Леччо (1356—1360).
- Иоанн Анжуйский[англ.] (5—6), герцог Хорватии, Долмации и Славонии (1354/1358—1360), наследник венгерского и польского престолов.
- Каса I — 13-й манса империи Мали (1390).
- Иоанн Кукузель — византийский композитор и музыкальный теоретик. Дата смерти предположительна.
- Гадамар Лабер — немецкий поэт.
- Матфей Властарь — византийский канонист, иеромонах из Солуни.
- Маха Сава[англ.] — царь Тямпы (1342—1360)
- Науруз-хан — хан Золотой Орды (1360); свергнут и казнён.
- Нидзё Тамесада[англ.] — японский поэт
- Никифор Григора — византийский философ, богослов, историк, астроном, писатель.
- Рихардис Юлихская[англ.] — герцогиня -консорт Нижней Баварии, жена Оттона IV
- Робер де Ворен[фр.] — маршал Франции с 1344 года
- Рудольф фон Эрлах[англ.] — рыцарь и командующий войсками Швейцарской Конфедерации в битве при Лаупене.
- Салих Салахуддин — бахритский султан Египта (1351—1354), умер после свержения.
- Сулайман — манса династии Кейта Малийской империи (1341—1360).
- Сюй Шоухуэй — один из лидеров восстания Красных повязок, самопровозглашённый император Тяньваня (1351—1360); убит своим бывшим соратником Чэнь Юляном.
- Томас Фоксли[англ.] — констебль Виндзорского замка (1328—1360).
- Хаджи-паша, визирь Османского бейлика (1340/48—1349) в период правления Орхана.
- Хызыр-бей Айдыноглу — правитель бейлика (эмирата) Айдыногуллары (1348—1360)
- Чжао Юн — китайский придворный художник эпохи династии Юань, знаменитый своими изображениями лошадей.
- Чимтай — хан Белой Орды (1344—1360).
- Шехзаде Халиль, сын Орхана Гази, правителя Османского бейлика, и византийской принцессы Феодоры Кантакузины.
- Эльсбет Штагель, доминиканская монахиня и настоятельница монастыря Тёсс.
- Эйстейнн Аусгримссон — исландский монах и писатель